# Krassula
Krassula (Crassula) er en planteslægt, der er udbredt i den sydligste del af Afrika, men som er naturaliseret i alle egne, der har klima som i Middelhavsområdet. Det er sukkulente planter med tykke, læderagtige blade. De små, regelmæssige blomster er samlet i endestillede toppe. Slægten indeholder blandt andre de nedenstående arter:
| Arter |

- Dampskibsskrue (Crassula falcata)
- Griseøre (Crassula multicava)
- Hvid krassula (Crassula lactea)
- Kinesiske penge (Crassula rupestris)
- Lav krassula (Crassula schmidtii)
- Paradistræ (Crassula ovata)
- Skægget krassula (Crassula barbata)
- Solglød (Crassula coccinea)
- Trækrassula (Crassula arborescens)